# قرابة الرضاعة
كانت قرابة الرضاعة، والتي ننشأ أثناء قيام أم غير بيولوجية بالإرضاع، تعد من أشكال تعزيز الولاء بين أعضاء المجتمع. هذا النوع الخاص من القرابة لم يستثني مجموعات معينة، حيث إن الطبقات الاجتماعية والمنظمات الهرمية لم تكن مهمة من حيث مشاركة قرابة الرضاعة.
تقليديًا، يرجع أصل هذه العادة إلى الحقبة الحديثة المبكرة. مع ذلك فقد أصبحت آلية تستخدم على نطاق واسع لتطوير التحالفات في العديد من المجتمعات الهرمية في ذلك الوقت. استخدمت قرابة الرضاعة ممارسة الرضاعة الطبيعية عن طريق مرضعة لإطعام الطفل سواء من نفس المجتمع أو مجتمع مجاور، كانت تلك المرضعة تلعب دورًا استراتيجيًا في إقامة العلاقات بين عائلتها وعائلة الطفل التي ترضعه فضلاً عن مجتمعها.

## في المجتمعات الإسلامية
في العصر الحديث، تم ممارسة قرابة الرضاعة في العديد من الدول العربية لأغراض دينية أو إستراتيجية، مثلها كمثل اختيار العراب (Godparent) خلال المعمودية لدى المسيحيين. من خلال قرابة الرضاعة، تنشأ أسرة ثانية تتمكن من حمل مسئولية الطفل إذا تعرض والديه للضرر. وهكذا يبدو أن قرابة الرضاعة في الإسلام هي سمة ثقافية مميزة، ولكنها ليست فريدة من نوعها، باعتبارها شكل مؤسسي للقرابة بالتبني.:308
توضح طفولة الرسول الممارسة التقليدية لقرابة الرضاعة عند العرب. فقد أُرسل النبي محمد في طفولته لوالدين بالتبني وسط البدو. أرضعته حليمة بنت عبد الله وأصبحت أمه في الرضاعة وبذلك دخلت بقية عائلتها في هذه العلاقة حيث أصبح زوجها الحارث والد محمد في الرضاعة، وكبر محمد وتربى بين إخوانه في الرضاعة. نتيجة قرابة الرضاعة، لا يجوز للرجل الزواج من:
- أمه بالرضاعة
- أو أخته في الرضاعة.

## في المجتمعات الأمريكية المحلية
عندما ولد الجواد الجامح (Crazy Horse)  (اسم زعيم حرب من زعماء الهنود الحمر), أرضعته جميع نساء القبيلة. كانت قبيلة سو (The Sioux) تربي أولادها بهذه الطريقة. حيث كان كل محارب يدعو كل امرأة في القبيلة «أمي» وكان كل محارب أكبر يدعى «جدي».:309

## أسباب أستراتيجية لقرابة الرضاعة
تربط الرضاعة المشتركة بين عائلتين من طبقتين غير متساويتين بروابط حميمية متينة. فهي تزيل عن «التابعون» وضعهم الخارجي ولكنها تستثنيهم كشركاء للزواج. ينشأ عن قرابة الرضاعة روابط أجتماعية بديلة لروابط قرابة الدم. يمكن جمع أناس من أديان وسلالات مختلفة أستراتيجيًا عن طريق علاقة قرابة الرضاعة.